# Eometra weddelli
Eometra weddelli is een haarster uit de familie Antedonidae.
De wetenschappelijke naam van de soort werd in 1939 gepubliceerd door David Dilwyn John.